# Rudolf Grauer
Rudolf Grauer (* 20. August 1870 in Hellbrunn (Salzburg); † 17. Dezember 1927 in Wien) war ein österreichischer Jäger und Afrikaforscher.
Rudolf Grauer reiste 1904/05 nach Uganda, 1907 nach Tanganjika. Bei einer vom österreichischen Hofmuseum finanzierten Kongo-Reise 1910–1911 war Grauer einer der ersten Europäer, der auf die Mambutti-Pygmäen traf. Von seinen Reisen brachte er auch zahlreiche erlegte Tiere mit, darunter drei Okapis (diese Tierart wurde erst 1901 entdeckt) und einen zentralafrikanischen Gorilla.
Die Gorilla-Subspezies Östlicher Flachlandgorilla (Gorilla beringei grauerii), die nur im Zaire-Tiefland vorkommt, trägt ebenso Grauers Namen wie die Grasmücke Sylvia graueria.